# Liste der Kulturdenkmäler in Flußbach
In der Liste der Kulturdenkmäler in Flußbach sind alle Kulturdenkmäler der rheinland-pfälzischen Ortsgemeinde Flußbach aufgeführt. Grundlage ist die Denkmalliste des Landes Rheinland-Pfalz (Stand: 10. August 2023).

## Einzeldenkmäler
| Bezeichnung                            | Lage                            | Baujahr         | Beschreibung | Bild |
| -------------------------------------- | ------------------------------- | --------------- | --- | ---- |
| Brunnenhäuschen                        | Im Kordel, gegenüber Nr. 8 Lage | 1840            | Sandstein, bezeichnet 1840 | BW   |
| Katholische Filialkirche St. Servatius | Kirchstraße Lage                | 18. Jahrhundert | Chor nach 1860, östliche Achse des Schiffes des 18. Jahrhunderts an Neubau von 1970 mit Portal und Fenster des Vorgängers; neugotischer Kruzifix, Rotsandstein, zweite Hälfte des 19. Jahrhunderts | BW   |